# Musée national des Arts d’Afrique et d’Océanie
Das Musée national des Arts d’Afrique et d’Océanie (dt.: Nationales Museum der Künste Afrikas und Ozeaniens) war ein Museum, das sich damals im Palais de la Porte Dorée am Rande des Bois de Vincennes in der Avenue Daumesnil 293 im 12. Arrondissement von Paris, der Hauptstadt Frankreichs, befand.
Das Museum begann als „Pariser Kolonialausstellung“ im Jahr 1931 und wurde 1935 in „Musée de la France d’Outre-mer“ (dt.: Übersee-Museum von Frankreich) umbenannt. 1960 erfolgte eine Umbenennung in „Musée des Arts africains et océaniens“ (dt.: Museum für Afrikanische und Ozeanische Kunst) und wurde schließlich 1990 nochmals durch die Bezeichnung „Musée national des Arts d’Afrique et d’Océanie“ (dt.: Nationalmuseum für afrikanische und ozeanische Kunst) mit einem neuen Namen versehen.
Im Jahr 2003 wurde die Sammlung des Museums in das „Musée du quai Branly“ (dt.: Französisches Nationalmuseum für Außereuropäische Kunst) integriert. Anstelle dessen wurde das „Palais de la Porte Dorée“ (dt.: Palast des Goldenen Tores), heute die „Cité nationale de l’histoire de l’immigration“ (dt.: Stadt der nationalen Einwanderungsgeschichte), untergebracht. Lediglich das „Tropische Aquarium“ ist für die Öffentlichkeit zugänglich und befindet sich im Keller des „Palais de la Porte Dorée“.